# Cosmosoma bogotensis
Cosmosoma bogotensis là một loài bướm đêm thuộc phân họ Arctiinae, họ Erebidae.